# 6287 Lenham
6287 Lenham è un asteroide della fascia principale. Scoperto nel 1984, presenta un'orbita caratterizzata da un semiasse maggiore pari a 3,1399089 UA e da un'eccentricità di 0,1283531, inclinata di 1,09596° rispetto all'eclittica.